# Cerco de Yodfat

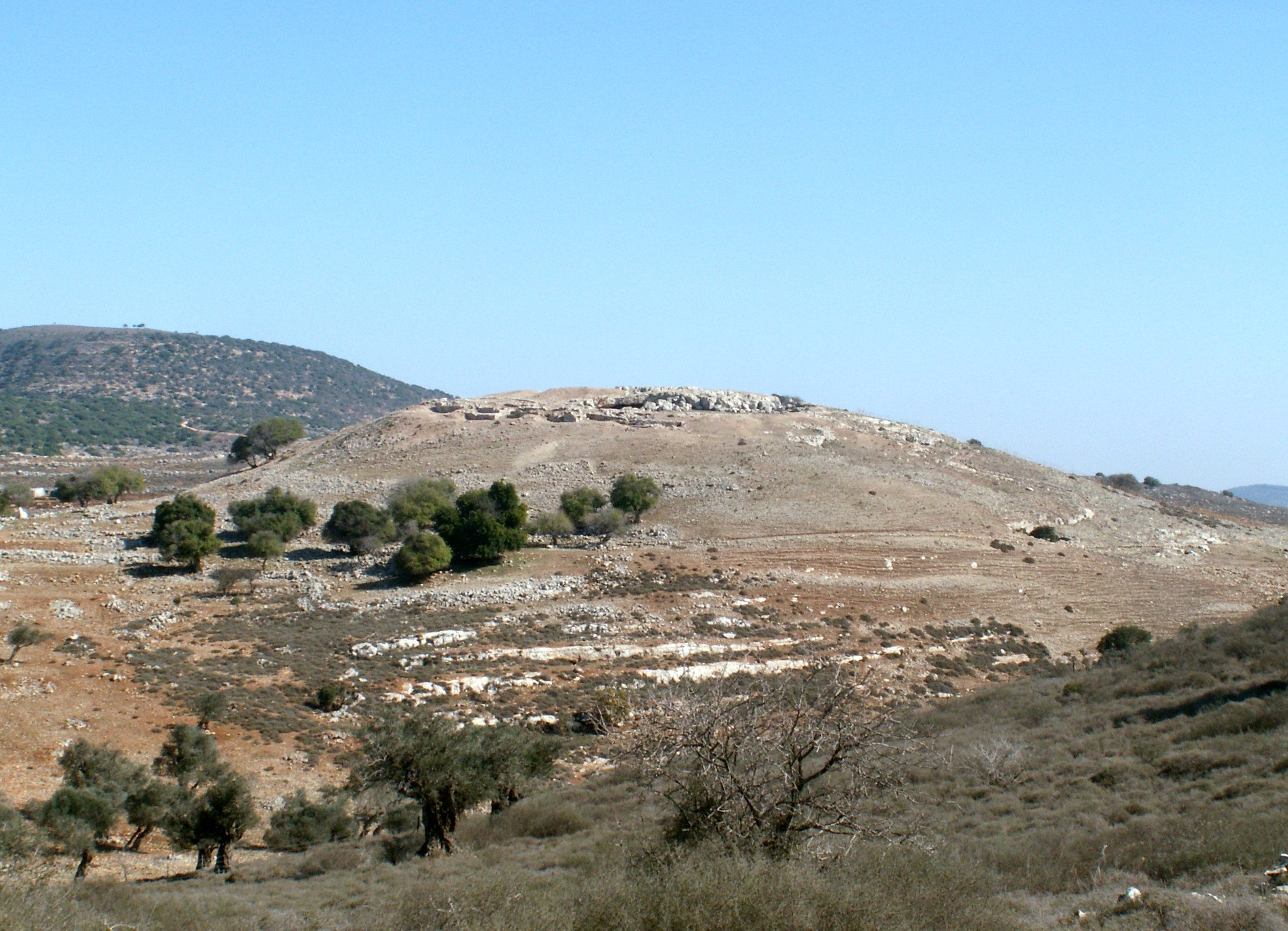
Legenda

O cerco de Yodfat foi um cerco de 47 dias das tropas romanas da cidade judaica de Yodfat, que ocorreu no ano de 67, durante a primeira guerra judaico-romana. Liderado pelo general romano Vespasiano e seu filho Tito, ambos futuros imperadores romanos, o cerco terminou com o saque da cidade, a morte da maioria de seus habitantes e a escravização do restante. Foi a segunda mais sangrenta batalha da revolta, ultrapassada somente pelo saque de Jerusalém. O cerco foi relatado por Flávio Josefo, que comandou as forças judaicas de Yodfat e foi capturado pelos romanos.